# Document G-22
El Document G-22 de l'Arxiu General de la Corona d'Aragó a la secció de la Generalitat és una obra continguda en cinc volums, escrit en català, excepte en els passatges protocol·laris de la vegueria del Conflent, que foren redactats en llatí, on es reflecteix l'enquesta general que es realitzà, no mancada de vicissituds i dificultats, entre el 1587 i el 1594 a tot el Principat en compliment de la constitució De pesos, midas y mesuras. TIT. XXIII PHILIP en la Cort de Montso, Any MDLXXXV. Cap. LXXXVIIII, que es va promulgar en els Corts celebrades a Montsó l'any 1585, durant el regnat de Felip II, a proposta del representant del braç eclesiàstic.
L'objectiu de la constitució aprovada era unificar tots els sistemes de pesos, mides i mesures del Principat de Catalunya i dels comtats del nord, als sistemes usats a Barcelona. S'argumentava que la multiplicitat de sistemes de mesures donaven lloc a infinitud de fraus i malentesos, i es defensava que la unificació fos amb els sistemes de Barcelona pel fet de n'era el Cap i Casal i perquè era un centre comercial reconegut a tota la Mediterrània, i que per tant les seves mesures eren ben conegudes arreu.
Cada volum consta de l'enquesta que remeten cinc vegueries, excepte el volum cinqué, que només en conté una. A més, la resposta de la vegueria de Manresa no hi és, i no se n'ha localitzat cap còpia en cap altre arxiu.
La compilació de les actes de cada vegueria comença amb una lletra del notari del General de Catalunya adreçada al notari de la ciutat cap de vegueria, on li notifica el nom de les tres persones elegides per dur a terme la reducció; també li envia la instrucció de convocar als cònsols o jurats de cada poble.